# Slinarice
Slinarice (znanstveno ime Cercopoidea) so skupina polkrilcev, ki natančneje spada med škržade in škržatke, vanjo pa uvrščamo okrog 3000 danes živečih opisanih vrst.
Ime so dobile po navadi nimf, da se med sesanjem rastlinskih sokov obdajo s peno, ki je podobna pljunku. Nimfe imajo zelo mehak zunanji skelet in jim ovoj služi predvsem za obrambo pred plenilci, preprečuje pa tudi, da bi se žival izsušila. Mehurčke ustvarjajo z izločkom iz zadka, ki vsebuje delno prebavljene ogljikove hidrate iz rastline, pa tudi litične encime, ki razgrajujejo voskast izloček posebnih žlez. Nastane milnici podobna snov, v katero žival vpihuje zrak. Zaradi prehranjevanja s kulturnimi rastlinami so nekatere vrste pomembni škodljivci v kmetijstvu.
Odrasle živali so na zunaj podobne malim škržatkom, so le nekoliko bolj čokate in na zadnjih nogah imajo mnogo manj trnov. Njihova posebnost je tudi izbolklina na sprednjem delu glave, kjer so mišice za sesanje rastlinskih sokov. Na krilih imajo mnoge vrste raznobarvne vzorce, ki nakazujejo, da je žival neužitna. Njihova hemolimfa je za plenilce neokusna in jo lahko ob nevarnosti izločajo iz nožnih sklepov. Pojavu, podobnem tistemu pri polonicah, pravimo »refleksna krvavitev«. Njihova najučinkovitejša obramba pa je beg; za odrasle slinarice je namreč značilno, da lahko izredno daleč skočijo in v tem pogledu nekatere vrste prekašajo celo bolhe.

## Klasifikacija
Tradicionalno je naddružino Cercopoidea sestavljala samo ena družina - Cercopidae, po novejših spoznanjih pa njeni nekdanji predstavniki tvorijo štiri družine - Aphrophoridae, Cercopidae, Clastopteridae, Epipygidae in Machaerotidae. Iz družine Aphrophoridae (prave slinarice) so naknadno ločili še družino Epipygidae, tako da danes delimo slinarice na pet družin.
Predstavniki družine Machaerotidae imajo na hrbtu trnast izrastek, podobno kot grbasti škržatki Membracidae, vendar je v trn pri njih povečan ščitek namesto pronotuma pri grbastih škržatkih. Predstavniki družine Clastopteridae imajo krila oblikovana v lažno glavo na zadku (kar služi kot dodatna obramba pred plenilci), predstavniki družine Epipygidae pa imajo nimfe, ki živijo v trdnih cevkah, pritrjenih na rastlino in napolnjenih s peno.